# Harlej
Harlej («Ха́рлэй») — чешская рок-группа из Праги и Моста, образованная в 1995 году.

## Биография группы
Весной 1995 года была создана группа Harlej. Все её участники уже состояли в различных музыкальных группах и либо покинули их, либо просто присоединились. Хереш и Рауэр продолжали быть членами Alkehol, Шафранек и Рауэр покинули Брайана, Фиала (Kreyson) и Шуру (группа vilém čok) из John Dovanni. Но стиль новой группы сильно отличался от стиля прежней.
В конце 2001 года, в связи с возрождением группы, три члена покинули её – Ричард Карч, Ота Хереш и Дан Шура, и были заменены членами Debustrol - Мартином Колинссом, Мартином Волаком и Либором Фантой (последние два позже покинули Debustrol).
В 2005 году Harlej записала свой двух с половиной часовой концерт в Пльзне, где также был создан первый DVD группы под названием "Když chválíme, tak vás". В съемках приняли участие несколько специальных гостей, таких как Divokej Bill, Komunální odpad и Olda Říha. В это же время состоялось последнее выступление первоначального состава.
С 2006 года фронтменом является Томаш Хрбачек, который также сотрудничал с группой Mash. Шафранек после ухода вступил в группу Walda Gang.
В 2010 году, чтобы отметить свое 15-летие, Harlej перезаписала свои лучшие хиты на CD Harlejland. В 2011 году группа выпустила альбом ...máme vlka, для которого был снят видеоклип Cesta do ráje. В 2012 году группа выпустила еще один альбом под названием Teleskopický tele и сняла клип на песню Katalog, в котором в основном играли члены фан-клуба Harlej. Впоследствии группа отправилась в турне и на фестивальные концерты, где изюминкой, вероятно, стало выступление на фестивале Votvírák, на котором Harlej получила беспрецедентный отклик.

## Дискография[3]

### CD
- 1995 Aj mena ou bejby hel
- 1997 Harlej krišna
- 1998 Hárlejova kometa
- 2000 Zastavte tu vodu
- 2002 Musíme se pochválit, máme auto z (M)mostu
- 2004 Když chválím, tak sebe
- 2006 Čtyři z punku a pes
- 2008 Harlej University
- 2010 Harlejland (Best Of)
- 2011 ...máme vlka
- 2012 Teleskopický tele
- 2014 Na prodej
- 2017 Hodný holky zlý kluky chtěj
- 2020 Smutku dávám sbohem

### DVD
- 2005 Když chválíme, tak Vás
- 2016 20 let / Tak tady máš, Bože, co jsi chtěl
- 2018 Šmidli fidli